# Antología (Shakira)
"Antología" je pjesma kolumbijske pjevačice Shakire. Pjesma je objavljena 8. siječnja 1997. godine kao peti singl s njenog albuma Pies Descalzos. Pjesmu su napisali i producirali Shakira i Luis Fernando Ochoa.

## O pjesmi
Shakira je napisala pjesmu s Luisom Fernandom Ochoam kad je imala 17 godina. Pjesmu je izvela na svim turnejama osim Tour of the Mongoose turneje. Kad bi završila s nastupom pjesme na ekranu iza nje pojavili bi se zlatni leptirići.

## Uspjeh pjesme
Pjesma se plasirala na 15. poziciji ljestvice Hot Latin Songs i 3. poziciji ljestvice Latin Pop Airplay.

## Ljestvice
| Ljestvice (1997.)     | Najviša pozicija |
| --------------------- | ---------------- |
| SAD Hot Latin Songs   | 15               |
| SAD Latin Pop Airplay | 3                |